# 全道嬿
全道嬿（1973年2月11日—），韓國女演員，常見譯名為全度妍。全道嬿在韓國以及國際影壇上都極具影響力，不僅是韓國少有的大滿貫影后，也是首位獲得坎城影展影后獎項以及擔任主競賽評審的韓國女演員，被國民譽為「坎城女王」。

## 演藝經歷

### 嶄露頭角
全道嬿於1990年以嬌生公司廣告模特兒出道，拍了五年電視劇後，在1997年首次拍攝電影《傷心街角戀人》便讓她嶄露頭角，於多個電影頒獎禮上獲得最佳新人獎。自此開始，不論是《記憶中的風琴》裡情竇初開的鄉村少女，亦或《快樂到死》裡對丈夫生厭的出軌人妻，她都能夠一一消化，成為戲路寬廣的女演員。
2005年回歸小螢幕，出演金銀淑編劇的戀人系列作品《布拉格戀人》，劇中扮演性格直率開朗、在愛情面前表現得相當勇敢的總統女兒尹在熙，此劇令她獲得該年SBS演技大賞的大賞獎項。

### 國際認同
2007年憑藉李滄東執導的電影《密陽》奪得第60屆坎城影展最佳女演員及多座電影大獎，成為第一位獲得「坎城影后」的韓國女演員。她在片中飾演面對失去丈夫及兒子的雙重打擊下，開始對上帝進行批判的各種複雜且難以表達的情緒，在全道嬿的演繹下仿佛令觀眾也能深深體會到這種層次的悲傷。此片在國內也繼續橫掃大鐘賞、青龍電影獎、百想藝術大賞等眾多獎項。

2009年10月獲頒法國藝術與文學勳章「騎士勳位（Chevalier）」。2010年憑藉電影《下女》入圍了第63屆坎城電影節的主競賽單元，再次受邀坎城影展。2014年以韓國演員第一人之姿出任第67屆坎城影展主競賽評審。2015年則以電影《無賴漢》四度踏上坎城影展紅毯，該片入圍第68屆坎城影展一種注目單元開幕電影。

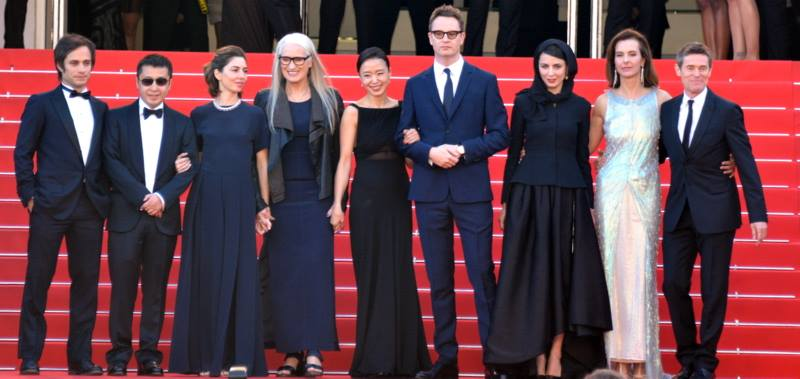
全道嬿（左5）於2014年獲邀加入坎城影展評審團

### 重返小螢幕並尋求突破
2016年拍攝tvN創社十週年特別企劃連續劇《The Good Wife》，此劇改編自美國同名電視劇《法庭女王》，亦為全道嬿相隔11年回歸小螢幕之作品。2019年出演以世越號事件為背景的電影《沒有你的生日》，片中飾演失去兒子的母親順南一角，並解釋雖不想再接拍沉重題材，但這是關於那些需要活下去人們的故事，故答應出演。
2023年在《浪漫速成班》與鄭敬淏搭檔情侶，是全道嬿時隔18年再度出演浪漫喜劇，此劇令她獲得3月份韓國電視演員品牌評價第一名 ；同年主演的Netflix原創電影《格殺福順》首次入圍第73屆柏林影展的特別展映單元。
2025年憑藉電影《左輪手槍》第五度拿下百想藝術大賞的影后寶座，創下史上新紀錄，全道嬿上台領獎時表示：「導演說《左輪手槍》的目標是尋找全道嬿的新面孔，我想就是因為這樣所以我站在這裡，非常感謝。」接著與《密陽》的李滄東導演再度攜手並與薛耿求四次合作電影《可能的愛情》。

## 評價
- 李滄東：「是很難被放入特定容器的演員，擁有幅度廣泛的情感。」[20]
- 宋康昊：「擁有讓人會為之生畏的能量」[20]
- 奉俊昊：「無法想像沒有全道嬿的韓國電影」[2]
- 黃晸珉：「作為演員的全道嬿沒有一絲一毫的差誤」[21]

## 個人生活
2007年3月11日全道嬿與年長九歲的企業家姜時奎結婚並於新羅酒店舉行非公開婚禮 ，2009年誕下愛女。

## 影視作品

### 電影

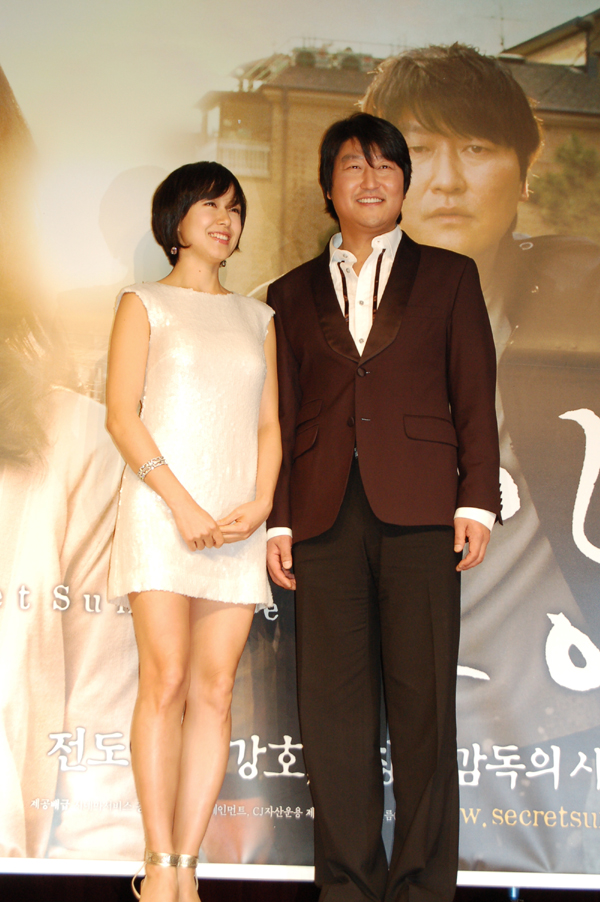
2007年全道嬿與宋康昊共同出席電影《密陽》記者發布會

| 年份   | 片名                   | 角色           | 備註     |
| 1997年 | 傷心街角戀人           | 秀玄           |          |
| 1998年 | 約定                   | 蔡熙珠         |          |
| 1999年 | 記憶中的風琴           | 尹洪妍         |          |
| 1999年 | 快樂到死               | 崔寶拉         |          |
| 2001年 | 求偶一支公             | 鄭元珠         |          |
| 2002年 | 無血無淚               | 秀珍           |          |
| 2003年 | 醜聞：朝鮮男女相悅之事 | 淑夫人 鄭氏    |          |
| 2004年 | 人魚公主               | 金娜英／趙妍順 |          |
| 2005年 | 你是我的命運           | 全恩荷         |          |
| 2007年 | 密陽                   | 李申愛         |          |
| 2008年 | 非比尋常的一天         | 金希秀         |          |
| 2010年 | 下女                   | 恩伊           |          |
| 2011年 | 倒計時                 | 車荷妍         |          |
| 2013年 | 回家的路               | 宋靜妍         |          |
| 2015年 | 無賴漢                 | 金惠京         |          |
| 2015年 | 俠女：劍之記憶         | 雪郎／月素     |          |
| 2016年 | 關不住的誘惑           | 李祥敏         |          |
| 2017年 | 巢                     | 智秀           | 短篇電影 |
| 2019年 | 沒有你的生日           | 順南           |          |
| 2019年 | 白頭山：半島浩劫       | 善華           | 特別出演 |
| 2020年 | 抓住救命稻草的野獸們   | 崔妍熙         |          |
| 2021年 | 綁架影帝黃晸珉         | 全道嬿         | 友情出演 |
| 2022年 | 非常宣言               | 金淑熙         |          |
| 2022年 | 心跳聲                 | 母親           | 短篇電影 |
| 2023年 | 格殺福順               | 吉福順         | Netflix  |
| 2024年 | 左輪手槍               | 河秀英         |          |
| 待公布 | 可能的愛情             |                | Netflix  |

### 劇集
| 年份   | 播放平台 | 劇名                                      | 角色   | 備註     |
| 1992年 | KBS      | 孫子兵法                                  | 孔智善 |          |
| 1993年 | MBC      | 我們的天國                                | 李珍宇 |          |
| 1994年 | MBC      | 綜合醫院                                  | 康順英 |          |
| 1994年 | SBS      | 愛的香氣                                  | 惠珍   |          |
| 1995年 | SBS      | 愛是藍色的                                | 娜惠珍 |          |
| 1995年 | KBS      | Drama Game—離別的六個階段                 | 俊英   |          |
| 1995年 | KBS      | 年輕人的陽地                              | 林鍾熙 |          |
| 1996年 | KBS      | Drama Game—我能在郵局找到我失去的愛人嗎？ | 鍾熙   |          |
| 1996年 | KBS      | Project                                   | 柳賢靜 |          |
| 1996年 | KBS      | 直到愛的時候                              | 徐恩珠 |          |
| 1996年 | MBC      | 簡易車站                                  | 崔桂順 |          |
| 1997年 | MBC      | 星夢奇緣                                  | 楊順愛 |          |
| 1997年 | SBS      | 蝸牛                                      | 楊善子 |          |
| 1998年 | MBC      | Best劇場—珍愛的事物不會被遺忘             | 世珍   |          |
| 2002年 | SBS      | 射星                                      | 韓素拉 |          |
| 2005年 | SBS      | 布拉格戀人                                | 尹在熙 |          |
| 2008年 | SBS      | On Air                                    | 全道嬿 | 客串出演 |
| 2016年 | tvN      | The Good Wife                             | 金惠京 |          |
| 2021年 | JTBC     | 人間失格                                  | 李富情 |          |
| 2023年 | tvN      | 浪漫速成班                                | 南行善 |          |
| 2025年 | Netflix  | 認罪之罪                                  | 安允秀 |          |

## 劇場及音樂作品

### 音樂劇
| 年份   | 劇名                    | 角色   | 演出日期        | 備註   |
| 1998年 | 眼淚女王（눈물의 여왕） | 申正夏 | 3月27日—4月12日 | [ 24 ] |

### 話劇
| 年份   | 劇名                    | 角色   | 演出日期      | 備註   |
| 1997年 | 馴服麗塔（리타 길들기） | 麗塔   | 2月19日       | [ 25 ] |
| 2024年 | 樱桃园（벚꽃동산）      | 宋道英 | 6月4日—7月7日 | [ 26 ] |

### MV
| 年份   | 歌手     | 曲名         | 合作藝人       | 備註  |
| 2002年 | The Name | 〈The Name〉 | 梁朝偉與柳承範 | [ 2 ] |

## 獎項榮譽

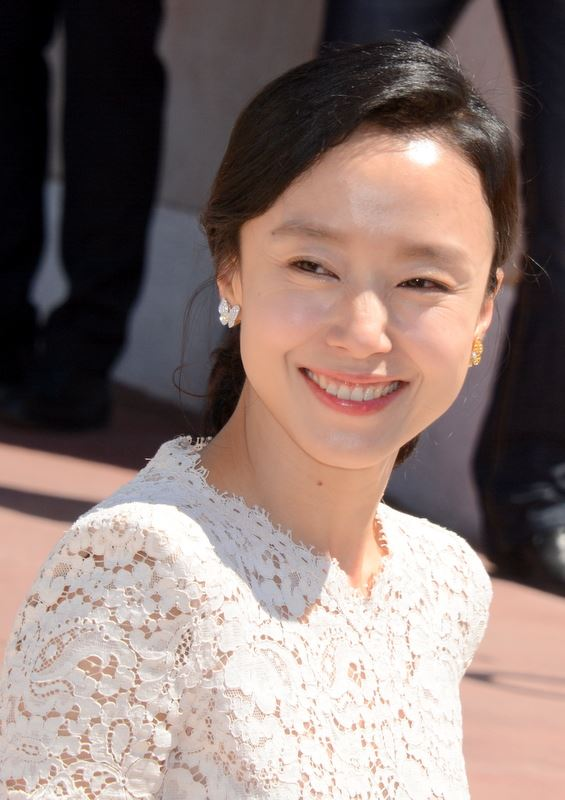
全道嬿2014年5月14日於第67屆坎城影展媒體拍照時間

全道嬿除了是首位成為「坎城影展」影后的韓國女演員，更是韓國各項電視、電影獎的常勝軍，出道二十幾年來已獲獎近70次，其中包括4座「大鐘賞」、8座「青龍電影獎」、6座「百想藝術大賞」，於27歲時便達成了在三大電影獎中都拿過最佳女主角獎的「大滿貫」紀錄。

### 坎城影展
| 年度 | 屆數   | 獎項       | 作品     | 結果 | 參    |
| 2007 | 第60屆 | 最佳女演員 | 《密陽》 | 獲獎 | [ 9 ] |

### 大鐘賞
| 年度 | 屆數   | 獎項       | 作品                       | 結果 | 參     |
| 1997 | 第35屆 | 最佳女新人 | 《傷心街角戀人》           | 獲獎 | [ 27 ] |
| 1999 | 第36屆 | 最佳女主角 | 《約定》                   | 提名 | [ 28 ] |
| 2000 | 第37屆 | 最佳女主角 | 《記憶中的風琴》           | 獲獎 | [ 27 ] |
| 2001 | 第38屆 | 最佳女主角 | 《求偶一支公》             | 提名 | [ 29 ] |
| 2004 | 第41屆 | 最佳女主角 | 《醜聞：朝鮮男女相悅之事》 | 提名 | [ 30 ] |
| 2005 | 第42屆 | 最佳女主角 | 《人魚公主》               | 提名 | [ 31 ] |
| 2006 | 第43屆 | 最佳女主角 | 《你是我的命運》           | 獲獎 | [ 32 ] |
| 2007 | 第44屆 | 特別成就獎 | 《密陽》                   | 獲獎 | [ 33 ] |
| 2008 | 第45屆 | 最佳女主角 | 《密陽》                   | 提名 | [ 34 ] |
| 2010 | 第47屆 | 最佳女主角 | 《下女》                   | 提名 | [ 35 ] |
| 2014 | 第51屆 | 最佳女主角 | 《回家的路》               | 提名 | [ 36 ] |
| 2020 | 第56屆 | 最佳女主角 | 《沒有你的生日》           | 提名 | [ 37 ] |

### 青龍電影獎
| 年度 | 屆數   | 獎項                   | 作品                       | 結果 | 備註   |
| 1997 | 第18屆 | 最佳女新人             | 《傷心街角戀人》           | 獲獎 | [ 27 ] |
| 1997 | 第18屆 | 最佳女主角             | 《傷心街角戀人》           | 提名 |        |
| 1998 | 第19屆 | 最佳女主角             | 《約定》                   | 提名 |        |
| 1999 | 第20屆 | 最佳女主角             | 《記憶中的風琴》           | 獲獎 | [ 38 ] |
| 1999 | 第20屆 | 人氣明星獎             | 《記憶中的風琴》           | 獲獎 | [ 39 ] |
| 2000 | 第21屆 | 最佳女主角             | 《快樂到死》               | 提名 | [ 40 ] |
| 2000 | 第21屆 | 人氣明星獎             | 《快樂到死》               | 獲獎 | [ 41 ] |
| 2001 | 第22屆 | 最佳女主角             | 《求偶一支公》             | 提名 |        |
| 2002 | 第23屆 | 最佳女主角             | 《無血無淚》               | 提名 |        |
| 2002 | 第23屆 | 人氣明星獎             | 《無血無淚》               | 獲獎 | [ 42 ] |
| 2003 | 第24屆 | 最佳女主角             | 《醜聞：朝鮮男女相悅之事》 | 提名 | [ 43 ] |
| 2004 | 第25屆 | 最佳女主角             | 《人魚公主》               | 提名 |        |
| 2005 | 第26屆 | 最佳女主角             | 《你是我的命運》           | 提名 | [ 44 ] |
| 2005 | 第26屆 | 最佳情侶獎（與黃晸珉） | 《你是我的命運》           | 獲獎 | [ 45 ] |
| 2007 | 第28屆 | 最佳女主角             | 《密陽》                   | 獲獎 | [ 46 ] |
| 2007 | 第28屆 | 最佳典禮衣著           | 《密陽》                   | 獲獎 | [ 47 ] |
| 2010 | 第31屆 | 最佳女主角             | 《下女》                   | 提名 | [ 48 ] |
| 2014 | 第35屆 | 最佳女主角             | 《回家的路》               | 提名 | [ 49 ] |
| 2015 | 第36屆 | 最佳女主角             | 《無賴漢》                 | 提名 | [ 50 ] |
| 2019 | 第40屆 | 最佳女主角             | 《沒有你的生日》           | 提名 | [ 51 ] |
| 2021 | 第41屆 | 最佳女主角             | 《抓住救命稻草的野獸們》   | 提名 | [ 52 ] |
| 2024 | 第45屆 | 最佳女主角             | 《左輪手槍》               | 提名 | [ 53 ] |

### 百想藝術大賞
| 年度 | 屆數   | 獎項                      | 作品             | 結果 | 備註   |
| 1998 | 第34屆 | 電影部門 人氣獎           | 《傷心街角戀人》 | 獲獎 | [ 54 ] |
| 1999 | 第35屆 | 電影部門 女子最優秀演技賞 | 《約定》         | 獲獎 | [ 55 ] |
| 2001 | 第37屆 | 電影部門 女子最優秀演技賞 | 《求偶一支公》   | 獲獎 | [ 27 ] |
| 2005 | 第41屆 | 電影部門 女子最優秀演技賞 | 《人魚公主》     | 提名 | [ 56 ] |
| 2006 | 第42屆 | 電影部門 女子最優秀演技賞 | 《你是我的命運》 | 提名 | [ 57 ] |
| 2008 | 第44屆 | 電影部門 女子最優秀演技賞 | 《密陽》         | 提名 | [ 58 ] |
| 2014 | 第50屆 | 電影部門 女子最優秀演技賞 | 《回家的路》     | 提名 | [ 59 ] |
| 2014 | 第50屆 | 電影部門 女子人氣賞       | 《回家的路》     | 提名 |        |
| 2016 | 第52屆 | 電影部門 女子最優秀演技賞 | 《無賴漢》       | 獲獎 | [ 60 ] |
| 2016 | 第52屆 | 電影部門 女子人氣賞       | 《無賴漢》       | 提名 |        |
| 2020 | 第56屆 | 電影部門 女子最優秀演技賞 | 《沒有你的生日》 | 獲獎 | [ 61 ] |
| 2020 | 第56屆 | 女子人氣賞                | 《沒有你的生日》 | 提名 |        |
| 2023 | 第59屆 | 電影部門 女子最優秀演技賞 | 《格殺福順》     | 提名 | [ 62 ] |
| 2023 | 第59屆 | TikTok人氣獎              | 《格殺福順》     | 提名 |        |
| 2025 | 第61屆 | 電影部門 女子最優秀演技賞 | 《左輪手槍》     | 獲獎 | [ 63 ] |

### 其他頒獎典禮
| 年度 | 頒獎典禮                    | 獎項                        | 作品                           | 結果 | 備註   |
| 1995 | 第9屆KBS演技大賞            | 人氣賞                      | 《年輕人的陽地》               | 獲獎 | [ 64 ] |
| 1998 | 第18屆韓國電影評論家協會獎  | 女子新人獎                  | 《傷心街角戀人》               | 獲獎 | [ 27 ] |
| 1999 | 第22屆黃金攝影獎            | 最佳女主角                  | 《約定》                       | 獲獎 | [ 64 ] |
| 1999 | 第5屆Cine21電影獎           | 年度最佳女演員              | 《記憶中的風琴》、《快樂到死》 | 獲獎 | [ 64 ] |
| 1999 | 第2屆導演選擇獎             | 最佳女主角                  | 《記憶中的風琴》、《快樂到死》 | 獲獎 | [ 64 ] |
| 2000 | 第20屆韓國電影評論家協會獎  | 最佳女主角                  | 《快樂到死》                   | 獲獎 | [ 27 ] |
| 2000 | 第1屆釜山電影評論家協會獎   | 最佳女主角                  | 《快樂到死》                   | 獲獎 | [ 65 ] |
| 2000 | 第8屆春史電影賞             | 最佳女主角                  | 《快樂到死》                   | 獲獎 | [ 27 ] |
| 2002 | 第9屆SBS演技大賞            | 女子最優秀演技賞            | 《射星》                       | 獲獎 | [ 27 ] |
| 2002 | 第9屆SBS演技大賞            | 十大明星賞                  | 《射星》                       | 獲獎 | [ 27 ] |
| 2002 | 第1屆韓國電影大賞           | 最佳女主角                  | 《無血無淚》                   | 提名 |        |
| 2004 | 第3屆韓國電影大賞           | 最佳女主角                  | 《人魚公主》                   | 獲獎 | [ 27 ] |
| 2004 | 第7屆導演選擇獎             | 最佳女主角                  | 《人魚公主》                   | 獲獎 | [ 27 ] |
| 2004 | 第10屆Cine21電影獎          | 年度最佳女演員              | 《人魚公主》                   | 獲獎 | [ 64 ] |
| 2005 | 第12屆SBS演技大賞           | 大賞                        | 《布拉格戀人》                 | 獲獎 | [ 27 ] |
| 2005 | 第12屆SBS演技大賞           | 女子最優秀演技賞            | 《布拉格戀人》                 | 提名 |        |
| 2005 | 第12屆SBS演技大賞           | 十大明星獎                  | 《布拉格戀人》                 | 獲獎 | [ 27 ] |
| 2005 | 第4屆韓國電影大賞           | 最佳女主角                  | 《你是我的命運》               | 獲獎 | [ 27 ] |
| 2005 | 第25屆韓國電影評論家協會獎  | 最佳女主角                  | 《你是我的命運》               | 獲獎 | [ 27 ] |
| 2005 | 第8屆導演選擇獎             | 最佳女主角                  | 《你是我的命運》               | 獲獎 | [ 66 ] |
| 2005 | 第13屆春史電影賞            | 最佳女主角                  | 《你是我的命運》               | 獲獎 | [ 67 ] |
| 2005 | 第11屆Cine21電影獎          | 年度最佳女演員              | 《你是我的命運》               | 獲獎 | [ 64 ] |
| 2005 | 第6屆年度女性電影人獎       | 演員獎                      | 《你是我的命運》               | 獲獎 | [ 27 ] |
| 2006 | 第3屆MAX MOVIE最佳電影賞    | 最佳女主角                  | 《你是我的命運》               | 獲獎 | [ 27 ] |
| 2007 | 第1屆亞洲太平洋電影獎       | 最佳女主角                  | 《密陽》                       | 獲獎 | [ 68 ] |
| 2007 | 第27屆韓國電影評論家協會獎  | 最佳女主角                  | 《密陽》                       | 獲獎 | [ 64 ] |
| 2007 | 第10屆導演選擇獎            | 最佳女主角                  | 《密陽》                       | 獲獎 | [ 69 ] |
| 2007 | 第6屆韓國電影大獎           | 最佳女主角                  | 《密陽》                       | 獲獎 | [ 70 ] |
| 2007 | 第13屆Cine21電影獎          | 年度最佳女演員              | 《密陽》                       | 獲獎 | [ 64 ] |
| 2007 | 第8屆年度女性電影人獎       | 演員獎                      | 《密陽》                       | 獲獎 | [ 69 ] |
| 2007 | 韓國文化觀光部              | 玉冠文化勳章                | 《密陽》                       | 獲獎 | [ 71 ] |
| 2007 | 第7屆驕傲韓國大獎           | 電影類 最佳女演員           | 《密陽》                       | 獲獎 | [ 72 ] |
| 2008 | 第1屆亞太電影獎             | 最佳女演員                  | 《密陽》                       | 獲獎 | [ 68 ] |
| 2008 | 第2屆亞洲電影大獎           | 最佳女主角                  | 《密陽》                       | 獲獎 | [ 68 ] |
| 2009 | 法國藝術與文學勳章          | 騎士勳位（Chevalier）       | 不適用                         | 獲獎 | [ 11 ] |
| 2009 | 第12屆導演選擇獎            | 電影天使感謝牌              | 不適用                         | 獲獎 | [ 73 ] |
| 2010 | IndieWire影評人投票獎       | 最佳女主角                  | 《密陽》                       | NO.7 | [ 74 ] |
| 2010 | 鄉村之聲電影票選            | 最佳女主角                  | 《密陽》                       | NO.5 | [ 74 ] |
| 2010 | 第30屆韓國電影評論家協會獎  | 最佳女主角                  | 《下女》                       | 提名 |        |
| 2010 | 第8屆韓國電影大獎           | 最佳女主角                  | 《下女》                       | 提名 | [ 75 ] |
| 2011 | 第31屆Fantasporto國際電影節 | 導演週 最佳女主角           | 《下女》                       | 獲獎 | [ 76 ] |
| 2011 | 第5屆亞洲電影大獎           | 最佳女主角                  | 《下女》                       | 提名 | [ 77 ] |
| 2011 | 第5屆亞洲電影大獎           | 我最喜愛的女主角            | 《下女》                       | 獲獎 | [ 77 ] |
| 2011 | 第2屆首爾文化藝術獎         | 電影女演員                  | 《下女》                       | 獲獎 | [ 78 ] |
| 2014 | 第34屆韓國電影評論家協會獎  | 最佳女主角                  | 《回家的路》                   | 提名 |        |
| 2014 | 年度電影獎                  | 最佳女主角                  | 《回家的路》                   | 獲獎 | [ 64 ] |
| 2014 | 第11屆MAX MOVIE最佳電影賞   | 最佳女主角                  | 《回家的路》                   | 獲獎 | [ 64 ] |
| 2014 | 第23屆釜日電影獎            | 最佳女主角                  | 《回家的路》                   | 提名 | [ 79 ] |
| 2014 | 第19屆春史電影賞            | 最佳女主角                  | 《回家的路》                   | 提名 | [ 80 ] |
| 2015 | 第35屆韓國電影評論家協會獎  | 最佳女主角                  | 《無賴漢》                     | 提名 | [ 81 ] |
| 2015 | 第15屆導演選擇獎            | 最佳女主角                  | 《無賴漢》                     | 獲獎 | [ 82 ] |
| 2015 | 第24屆釜日電影獎            | 最佳女主角                  | 《無賴漢》                     | 獲獎 | [ 83 ] |
| 2015 | 第21屆Cine21電影獎          | 年度最佳女演員              | 《無賴漢》                     | 獲獎 | [ 64 ] |
| 2016 | 第7屆年度電影獎             | 最佳女主角                  | 《無賴漢》                     | 獲獎 | [ 84 ] |
| 2016 | 第21屆春史電影賞            | 最佳女主角                  | 《無賴漢》                     | 提名 | [ 85 ] |
| 2016 | 第1屆亞洲明星盛典           | 大賞                        | 《The Good Wife》              | 提名 |        |
| 2019 | 第21屆遠東電影節            | 終身成就獎                  | 不適用                         | 獲獎 | [ 69 ] |
| 2019 | 第6屆韓國電影製作人協會獎   | 最佳女主角                  | 《沒有你的生日》               | 獲獎 | [ 69 ] |
| 2019 | 第28屆釜日電影獎            | 最佳女主角                  | 《沒有你的生日》               | 獲獎 | [ 69 ] |
| 2019 | 第28屆釜日電影獎            | 人氣獎                      | 《沒有你的生日》               | 提名 |        |
| 2020 | 第29屆釜日電影獎            | 最佳女主角                  | 《抓住救命稻草的野獸們》       | 提名 | [ 86 ] |
| 2021 | 第4屆法羅島電影節金鯉魚獎   | 日韓區 最受矚目女配角       | 《抓住救命稻草的野獸們》       | 獲獎 |        |
| 2021 | 第26屆春史電影賞            | 最佳女主角                  | 《抓住救命稻草的野獸們》       | 獲獎 | [ 87 ] |
| 2022 | 第20屆導演選擇獎            | 系列—年度最佳女演員獎       | 《人間失格》                   | 提名 | [ 88 ] |
| 2022 | 第31屆釜日電影獎            | 最佳女主角                  | 《緊急迫降》                   | 提名 | [ 89 ] |
| 2023 | 第32屆釜日電影獎            | 最佳女主角                  | 《格殺福順》                   | 提名 | [ 90 ] |
| 2023 | 第9屆APAN Star Awards       | 中篇電視劇 女子最優秀演技賞 | 《浪漫速成班》                 | 提名 | [ 91 ] |
| 2024 | 第33屆釜日電影獎            | 最佳女主角                  | 《左輪手槍》                   | 提名 | [ 92 ] |
| 2024 | 第25届釜山电影评论家协会奖  | 最佳女演员                  | 《左輪手槍》                   | 獲獎 | [ 93 ] |

## 外部連結
- 官方網站（页面存档备份，存于）
- 全道嬿在NAVER上的资料
- 全道嬿在Daum上的资料
- 全道嬿在韩国电影数据库（KMDb）上的資料（韓語）
- 全道嬿在互联网电影资料库（IMDb）上的資料（英文）